# ДНК-аддукт
ДНК-аддукт — соединение какой-либо молекулы с ДНК. Бывают малые и объёмные. Образование ДНК-аддуктов в организме часто происходит под действием канцерогенов, их метаболитов, либо провоцируется канцерогенами, и ведёт к изменению структуры, невозможности правильного протекания процессов транскрипции ДНК и мутациям.

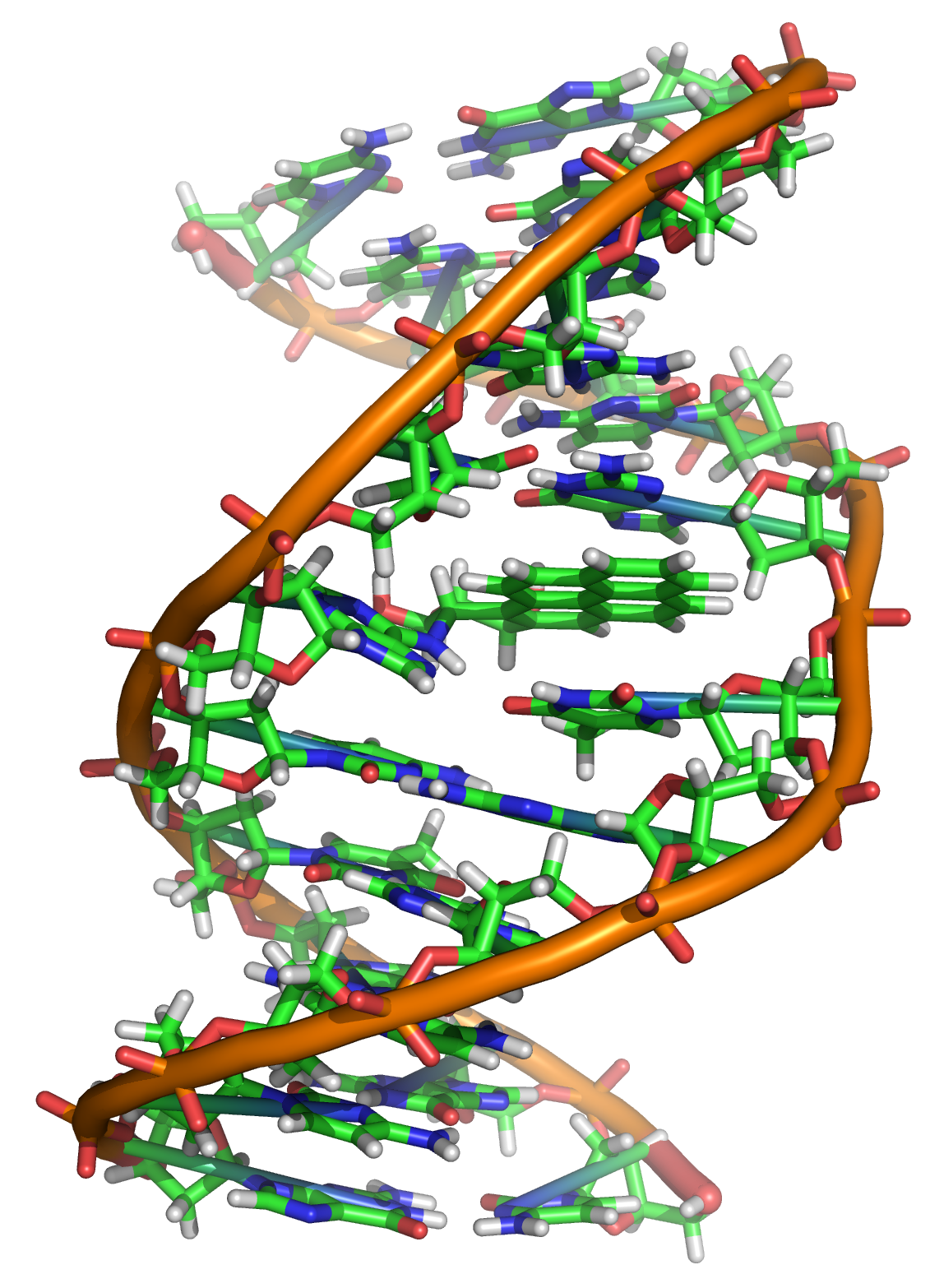
ДНК-аддукт связанный с бензпиреном в центре

## Примеры
- Ацетальдегид, содержащийся в табачном дыме, а также образующийся в организме человека под действием алкогольдегидрогеназы из этанола, образует ДНК-аддукты[1].
- Цисплатин связывается с ДНК, буквально вшиваясь в неё, образуя так называемый «платиновый аддукт», что приводит к гибели раковой клетки.
- ДМБА, а также некоторые его производные, в частности эпоксиды.
- Малондиальдегид, встречается в природе в виде продуктов перекисного окисления липидов.
- M1G - побочный продукт эксцизионной репарации нуклеотидов, является эндогенным ДНК-аддуктом.